# Emmanuel Pahud
Emmanuel Pahud (Ginebra, Suiza, 27 de enero de 1970) es un flautista franco-suizo. Es solista de la Orquesta Filarmónica de Berlín además de solista internacional. Ofrece conciertos a lo largo de todo el mundo y ha grabado la mayor parte del repertorio para flauta travesera. 

## Biografía
El flautista Emmanuel Pahud nació en 1970 en Ginebra, Suiza. Comenzó sus estudios de flauta a la edad de seis años en Roma. En 1990 consiguió el Primer Premio en el Conservatorio Nacional Superior de París y continuó su aprendizaje con Aurèle Nicolet. Consiguió primeros premios en las competiciones internacionales de Kōbe en 1989, Duino en 1988 y Ginebra en 1992, donde fue galardonado con 8 de los 12 premios especiales. También ha ganado el "Soloist Prize" en los premios de la Radio de la Comunidad Francófona de Suiza y el "European Council's Juventus Prize". Asimismo, ha sido laureado por la Fundación Yehudi Menuhin y por la International Tribune for Musicians de la UNESCO. En junio de 2009 fu nombrado Caballero de la Orden de las Artes y las Letras por su contribución a la música.
Con veintidós años fue nombrado solista de la Orquesta Filarmónica de Berlín, bajo la batuta de Claudio Abbado; puesto que había ocupado anteriormente en la Orquesta de la Radio de Basilea, la London Philharmonic, la Bayerische Runfunk, la Philarmonique de Radio France y la Filarmónica de Múnich (Münchner Philharmoniker). Es, hasta hoy, el solista más joven en conseguir este puesto en la Orquesta Filarmónica de Berlín, puesto al que volvió en el año 2002 después de dejarlo en el 2000 para impartir clases de perfeccionamiento en el Conservatorio de Ginebra durante un año.
Desde 1996, es artista exclusivo del sello EMI CLASSICS. Su aclamada discografía incluye un CD de los Conciertos de Mozart (incluyendo el concierto para flauta y arpa con Marie-Pierre Langlamet), cuartetos, los conciertos de Telemman con The Berlin Baroque Soloists, un disco de música de J.S. Bach (también con The Berlin Baroque Soloists), los conciertos de Khachaturian e Ibert con The Zurich Tonhalle Orchestra, bajo la dirección de David Zinman, un CD incluyendo la sonata de Prokófiev y música de Debussy y Ravel, música de Gubaidulina para flauta, cuerda y percusión con la Orquesta Sinfónica de Londres y bajo la dirección de Rostropovich, sonatas de Franck, Strauss y Widor y música de cámara francesa con Paul Meyer, Francois Meyer y Le Sage.
En 2005, Emmanuel Pahud colaboró con la Orquesta Sinfónica NHK grabando la banda sonora original de Komyo ga Tsuki, música para la serie NHK Taiga drama. La grabación se realizó en Japón bajo el sello EMI en 2006. Las obras donde su flauta toma protagonismo son Diamond Dust Memory - Winter - y Green Breeze - Spring -. 
Después de esto, Emmanuel Pahud grabó los conciertos de Vivaldi para flauta con la Orquesta de Cámara de Australia bajo la dirección de Richard Tognetti.
Emmanuel Pahud colabora regularmente como solista alrededor del mundo y ha sido aclamado por su versatilidad, su bello sonido, su musicalidad innata, su extraordinaria técnica y su talento. Es también un colaborador regular en música de cámara y, con su acompañante Eric Le Sage y el clarinetista Paul Meyer, es el cofundador del festival de música Musique a l’Emperi, en Francia.

## Discografía
- 2013: Around The World. Bartók, Shankar, Rivet, Haendel, Ohana, Carter, Hosokawa, Piazzolla. Christian Rivet, guitarra.
- 2010: Fantasy - A Night at the Opera, Mozart, Verdi, BIzet. Orquesta: Rotterdam Philharmonic Orchetra. DIrector: Yannick Nézet-Séguin.
- 2009: Opium- Mélodies françaises.
- 2008: Bach: Complete Flute Sonatas / Emmanuel Pahud, Trevor Pinnock.
- 2008: Concierto de flauta, Dalbavie.
- 2007: Sonatas de Brahms. Op. 120, N.º 1 y N.º 2 y Sonata de Reinecke Op. 167.
- 2007: Conciertos para clarinete y flauta. Quinteto de viento. Sabine Meyer, clarinete. Emmanuel Pahud, flauta. Carl Nielsen. Orquesta: Filarmónica de Berlín. Director: Simon Rattle.
- 2007: Sonatas para flauta. Johannes Brahms/Carl Reinecke.
- 2006: Conciertos para flauta. Antonio Vivaldi. Orquesta: Australian Chamber Orchestra.
- 2005: Conciertos para flauta. Joseph Haydn / Michael Haydn.
- 2005: French Connection: Chamber Works.
- 2004: Beau Soir - Emmanuel Pahud/Mariko Anraku. Varios.
- 2004: El carnaval de los animales. Renaud y Gautier Capuçon. Camille Saint Saens.
- 2003: Conciertos para flauta, Khatchaturian, Aram / Ibert. Orquesta: Tonhalle-Orchestra Zúrich. Dirección: Jacques David Zinman.
- 2003: Into The Blue, Emmanuel Pahud, Jacky Terrasson. Varios.
- 2003: Conciertos para flauta. Georg Philipp Telemann.
- 2001: The Canticle of the Sun, Música para flauta, cuerda y percusión / Emmanuel Pahud / Gubaidulina, Sofia Mstislaw. Dirección: Rostropowitsch.
- 2001: Concierto para clarinete / flauta / flauta y arpa - Sabine Meyer / Emmanuel Pahud. Wolfgang Amadeus Mozart. Dirección: Claudio Abbado.
- 2001: Concierto de Brandenburgo Nr. 5 u.a. Johann Sebastian Bach con Berliner Barocke Solisten.
- 2000: Debussy / Ravel / Prokófiev. E. Pahud, S. Kovacevich.
- 1999: Cuartetos para flauta. Wolfgang Amadeus Mozart.
- 1998: Haydn: Conciertos de flauta con el Haydn Ensemble Berlin.
- 1998: Cantos y Danzas, con Manuel Barrueco.
- 1998: París. E. Pahud, flauta. Eric Le Sage, piano: Música francesa para flauta.
- 1997: Conciertos para flauta N.º 1 & 2 / Concierto para flauta y arpa. Wolfgang Amadeus Mozart. Dirección: Claudio Abbado.
- 1995: Flötenmusik.
- 1995: Weber: Sonatas para flauta y piano, con Eric Le Sage.
- 1994: Schubert: Introducción y variaciones. D.802, Sonata D.821, Sonatina D.385 con Eric Le Sage.
- 1993: Beethoven: Sonata ien Si bemol Mayor, Sonata en Fa Mayor op. 17, Serenade en Re op.41, con Eric Le Sage.